# Silver (spel)
Silver är ett datorrollspel utvecklat av Spiral House. Spelet släpptes 1999, av Infogrames, till PC och år 2000 till Dreamcast. Det har även släppts till Macintosh.
Handlingen kretsar kring en ung krigare vid namn David. Hans uppdrag är att befria sin fru från den elake trollkarlen Silver. Under spelets gång får David slå följe med olika följeslagare samt upptäcka många olika landskap. Det gäller att hitta åtta stycken olika magiska "klot", som representerar åtta olika element, såsom eld, is och syra. Varje klot finns i ett område som påminner om elementet, och spelaren behöver använda vissa element för att kunna besegra fienderna i spelet.

## Gameplay
Spelet har en 3D-effekt på de olika karaktärerna, som rör sig i ett 2D-landskap. Karaktärerna är inspirerade från Manga/Anime-kulturen. Striderna i spelet är noterbara då de ger en komplett och verklig strid mellan två karaktärer, vilket kan liknas med ett lätt rollspel som vanligtvis har ett ganska simpelt system för strider. Som spelare kan man välja vilken av de olika karaktärerna man vill styra, medan övriga karaktärer styrs av datorns AI.

## Landskap
Under spelets gång besöker man flera olika sorters världar, eller landskap. Spelet tar sin början i The Scene, vilket är en ö i regionen Jarrah, vilken också kan kallas för "Wheel of life" ("Livets hjul") eftersom det ser ut som ett hjul. Jarrah består av sju öar, men har nio områden allt som allt:
Haven Haven ligger i mitten av Jarrah. Det är en ganska fruktsam ö med stor fauna och flora. I mitten av ön ligger Oracle's Tower och The Rebel Camp, vilket är en typ av huvudbas där man kan vila sig.
Verdante Verdante ligger i nordöstra delen av Jarrah. Den är ännu mer fertil än Haven, och har därför mer skog. Tyvärr har mycket av skogen bränts bort eller förvandlats till en träskmark under strider mot Silver. Davids hus, ett kloster och mycket skog finns här.
Rain Rain är ett landskap där det regnar konstant. Det är i stort sett en stor, mörk stad på en ö. Rain är spelets tredje farligaste plats, efter Metalon och Deadgate. Viktiga platser här är Chains, Silver's Dungeon och en pub som används mer senare.
Gno Gno är en ö där det inte finns mycket mer än ett stort bibliotek. Detta bibliotek har även en grotta och i början av spelet mycket problem på grund av smådjävlar.
Winter Winter är som en passage i spelet, dock inte så stor till ytan. Det innehåller två "klot", is och jord, och har en underjordisk grotta och ett stort slott som Silvers dotter Glass bor i.
Spires är en undervattenskatedral i närheten av Rain. Fienderna i Spires liknar groddjur. Det helande "klotet" kan hittas här under ett möte med en drake.
Deadgate är en karg plats, tillika de dödas rike. Här hamnar själen när en person dör i väntan på att personens död har hämnats.
Atro Atro är den norra delen av Deadgate och är ett industriellt område där det sista klotet finns. Det kan tas i besittning om man besegrar "The lady of light" och hennes osynliga medhjälpare. Atro är i särklass den minsta och mest okända platsen i hela Jarrah.
Metalon Den sista ön som presenteras i spelet, och platsen där Silvers palats finns. Som namnet antyder, så är staden helt i metall gentemot övriga städer. Enda undantaget är Silvers palats. Ön är likt helvetet, med floder av blod, vilka är grunden till Silvers krafter. Spelaren kan endast beträda ön med hjälp av Silvers dotter, Glass, som teleporterar spelaren dit. Så fort spelaren blivit teleporterad, kan denne ej lämna ön utan att ha färdats ned till Helvetet. Där får spelaren slåss mot Apocalypse, spelets slutgiltiga boss.

## Karaktärer
David Spelets protagonist. Han levde tillsammans med sin fru Jennifer och sin farfar tills Jennifer kidnappades av Silvers son Fuge och hans soldater. David är en skicklig krigare och har lärt sig mycket av sin farfar, hans far dödades av Fuge. Under spelets gång ansluter sig David till rebellerna och påbörjar sökandet efter de åtta magiska kloten som behövs för att besegra Silver.
Grandfather Davids farfar, som är en väldigt erfaren krigare. Han slår följe med sitt barnbarn när Davids fru kidnappas och tillsammans beger de sig till Haven och Gno.
Silver Härskaren av Jarrah och spelets antagonist. Han har två barn, Glass och Fuge. Silver har dödat sin fru med ursäkten att han blivit lurad och tvingar alla kvinnor till sitt palats i Metalon. Han är maktlysten och planerar en allians med den onde guden Apocalypse.
Duke Ledaren för rebellerna som har sin bas i Haven. Han är tålmodig, omtänksam och strategisk.
William är en av Dukes viktigaste män.
Fuge är Silvers son. Han är en mäktig krigare och hans namn sprider fruktan i hela Jarrah. Han följer sin fars order väldigt noga och är honom lojal.
Glass Silvers dotter. Hon är en mäktig trollkvinna och har sin hemvist i sitt isslott i Winter. Hon besitter ett klot, jord, och en isdrake.

### Kompanjoner
Sekune En krigare hos rebellerna. Hon är skicklig på att hantera distansvapen och behärskar pilbåge väl.
Vivienne En krigare som David känt länge. Hennes syster kidnappades av Fuge.
Jug En jättelik krigare med exceptionell styrka. Dock har han inga större färdigheter i magi.
Cagen En överlevande munk som har kunskaper när det kommer till närstrid, kampsport och magi.
Chiaro En trollkarlslärling som ansluter sig till rebellerna. Trots att han inte är särskilt stark är han en fenomenalt skicklig magiker.

## Om spelet
Spelet såldes i över 400 000 exemplar. Silver togs emot väl bland spelare.